# خولیو براچو
خولیو براچو (انگلیسی: Julio Bracho؛ ۱۷ ژوئیهٔ ۱۹۰۹ – ۲۶ آوریل ۱۹۷۸) کارگردان فیلم و فیلم‌نامه‌نویس اهل مکزیک بود.